# 14594 Jindrašilhán
14594 Jindrašilhán là một tiểu hành tinh vành đai chính với chu kỳ quỹ đạo là 1469.4567896 ngày (4.02 năm).
Nó được phát hiện ngày 24 tháng 9 năm 1998.